# Perianzio
Il perianzio o, nella forma più arcaica, perianto o boccia (dal greco perianthos comp. da peri-, intorno, e anthos, fiore) è la parte del fiore costituita dall'insieme del calice e della corolla, ossia dei verticilli fiorali più esterni quando questi sono morfologicamente distinti. Costituisce la parte non riproduttiva del fiore.

## Descrizione
Il perianzio è formato dunque da due parti: 
- la corolla, formata dai petali che sono le parti colorate dei fiori. La sua funzione è attrarre gli animali impollinatori.
- il calice, la parte verde del fiore, ha una consistenza più robusta rispetto alla corolla e le sue parti si chiamano sepali.

Considerando la presenza o assenza di questi verticilli il fiore può essere classificato come:
- Aclamidato quando non presenta alcun verticillo;
- Clamidato se presenta verticilli

Tra i vari clamidati possono poi essere fatte ulteriori distinzioni tra:
- Monoclamidati quando i fiori hanno solamente uno dei due verticilli (calice o corolla);
- Diclamidati quando i fiori presentano sia il calice che la corolla, ossia l'intero perianzio.

Nel caso in cui tutte le foglie perianziali siano diseguali, si parla di fiore eteroclamide. In tal caso il verticillo o i verticilli più esterni, che formano il calice, sono chiamati  sepali mentre il verticillo o i verticilli più interni, che costituiscono la corolla sono detti petali.
Quando, come nelle monocotiledoni, tutte le foglie perianziali sono simili nella forma, nel colore e nella funzione, il perianzio prende il nome di perigonio e i singoli elementi che lo costituiscono vengono chiamati tepali.

## Tipi di perianzio

Aclamidato (senza perianzio)
Aploclamidato (soltanto sepali)
Aploclamidato (solo petali)
Eteroclamidato (perianzio completo)

## Storia
Nel suo Dizionario di Botanica (1817) Pellegrino Bertani  distingue tre tipi di perianti:
- perianto del fiore (Perianthium floris);
- perianto del frutto (Perianthium fructus);
- perianto della fruttificazione (Perianthium fructificationis).
E inoltre aggiunge: